# Криола Гранде
Криола Гранде е светло червен сорт грозде, разпространен в Аржентина.
Според ампелографи сортът е пренесен в Аржентина от испанските заселници през ХVІ век. Отличава се с високи добиви и родовитост. Устойчив на засушаване и горещини. В Аржентина са засадени 22500 ха. (2006 г.), основно в провинциите Сан Хуан и Мендоса.
Познат е и с наименованията: Криола, Криола Гранде Санхуанина, Санхуанина Росада и Ува Тиерна. Зърната са едри, тъмно червени на цвят.
От сорта се приготвят трапезни бели и розови вина.